# سایه دوست (آلبوم)
سایه دوست نام یک آلبوم موسیقی اثر عبدالحسین مختاباد، هنرمند ایرانی است که در سبک سنتی ایرانی تهیه شده و دارای ۸ آهنگ است.در این آلبوم اشعار حافظ شیرازی، امام خمینی، مهرداد اوستا، شمس مغربی، عبدالجبار کاکایی، ه. الف. سایه و شاعر افغانی خوانده شده است. آهنگ سازی و تنظیم این آلبوم را نیز خود مختاباد بر عهده داشته است.

## شرح آلبوم

### فهرست آهنگ‌ها
1. از شرم در حجابم (شعر حافظ شیرازی)
2. حدیث دل (شعر امام خمینی)
3. کاروان ناله (شعر مهرداد اوستا)
4. سودایی (شعر شمس مغربی)
5. نشان در بی نشان (شعر عبدالجبار کاکایی)
6. سماع سوختن (شعر ه. الف. سایه)
7. پیمانه خالی (شعر امیرجان صبوری هنرمند افغانی)
8. کهربا (شعر ه. الف. سایه)

### نوازندگان
تک نوازان :
- محسن حسینی: سنتور
- هادی منتظری: کمانچه

نوازندگان :
- ناصر رحیمی: فلوت و فلوت باس
- حسین تاجیک: ابوا
- ایمان جعفری پویان: کلارینت
- داوود ورزنده: نی و نی لبک
- مسلم علی‌پور: کمانچه
- محسن حسین: سنتور
- نیما دلنوازی: تار، بم تار و رباب
- محمد دلنوازی: عود
- کوروش دانایی: سه‌تار
- محسن میرزاده: دو تار
- کوروش بزرگ پور: تنبک و کوزه
- رضا دربندی: دف، دایره، دسرکوتن، پرکاشن
- درشن آنند: طبلا
- ارسلان کامکار، علی جعفری پویان و میثم مروستی: ویولن
- میثم مروستی، سهراب برهمندی: ویولن آلتو
- داوود منادی: ویولنسل

### اشعار به کار رفته در آلبوم
- از شرم در حجابم

شعر از حافظ شیرازی
| بر جویبار چشمم گر سایه افکند دوست |  | بر خاک رهگذارش آبی روان توان زد        |
| از شرم در حجابم ساقی تلطفی کن     |  | باشد که بوسه‌ای چند بر آن دهان توان زد  |
| بر عزم کامرانی فالی بزن چوو دانی  |  | یمکن که گوی فرصت در آن میان توان زد    |
| درویش را نباشد برگ سرای سلطان     |  | ماییم و کهنه دلقی که آتش بر آن توان زد |
| گر دولت وصالت خواهد دری گشودن     |  | سرها در این تخیل بر آستان توان زد      |

- کهربا

شعر از ه. الف. سایه
| من نه خود می‌روم، او مرا می‌کشد  |  | کاه سرگشته را کهربا می‌کشد    |
| چون گریبان ز چنگش رها می‌کنم    |  | دامنم را به قهر از قفا می‌کشد |
| گفتم این عشق اگر واگذارد مرا   |  | گفت اگر واگذارم وفا می‌کشد    |
| دست و پا می‌زنم، می‌رباید سرم    |  | سر رها می‌کنم دست و پا می‌کشد  |
| گفتم این گوش تو خفته زیر زبان  |  | حرف ناگفته را از خفا می‌کشد   |
| گفت از این پیش‌تر این مشام نهان |  | بوی اندیشه را در هوا می‌کشد   |
| سایهٔ او شدم چون گریزم از او    |  | در پی اش می‌روم تا کجا می‌کشد  |